# Francesco Baracca
 (novembre 2024).

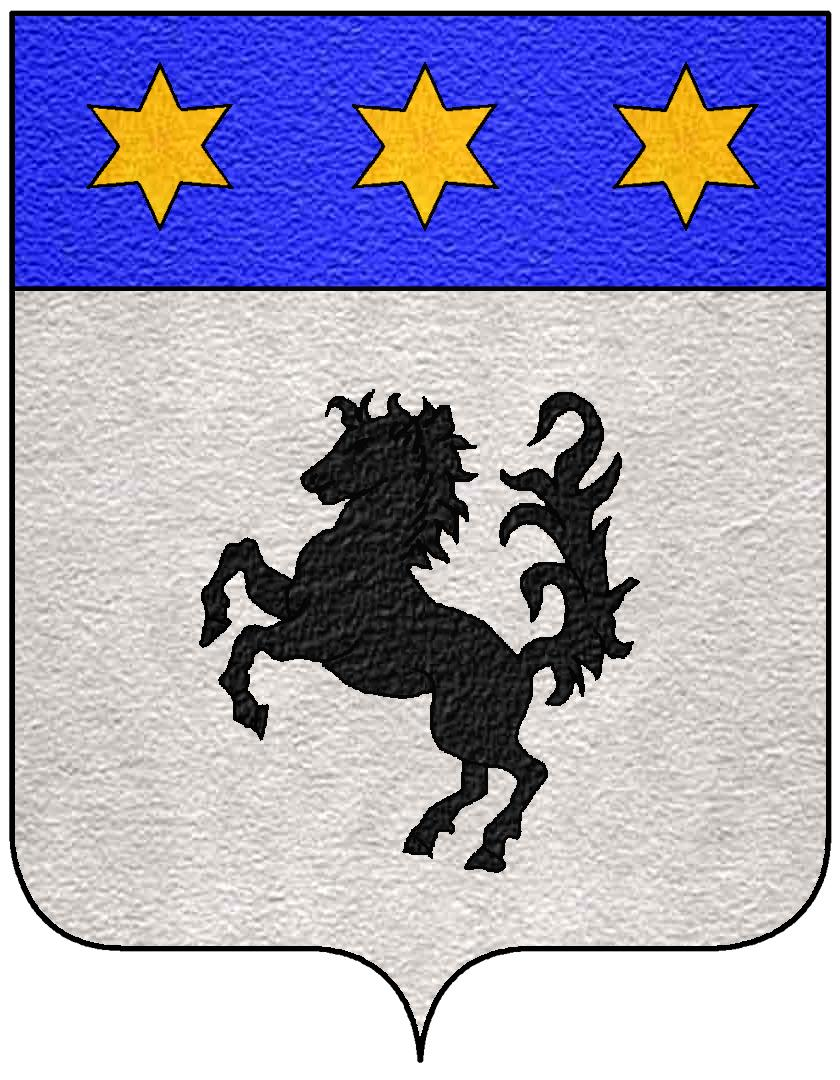
Armoiries de la famille Baracca

Francesco Baracca, né le 9 mai 1888 à Lugo (province de Ravenne) et mort au combat le 19 juin 1918 à Nervesa della Battaglia (province de Trévise), est le meilleur pilote de chasse italien de la Première Guerre mondiale. L'emblème du cheval cabré noir sur ses deux pieds arrière qu'il affichait sur son avion a inspiré celui de Ferrari. C'est la mère de Francesco Barraca qui aurait donné l'emblème à Enzo Ferrari.

## Biographie
Francesco Barracca naît le 9 mai 1888 à Lugo près de Ravenne. Il est le fils unique d'Enrico Baracca, un grand propriétaire terrien, et de la comtesse Paolina Biancoli. Il passe son enfance à s'adonner à la musique, à l'équitation et à la moto.
Baracca est attiré par la carrière des armes et entre en 1907 à l'école militaire de Modène, où il choisit la cavalerie contre l'avis de ses parents qui l'appelaient cecchino (tireur d'élite). Il fait preuve d'une grande qualité pour l'équitation mais aussi d'un désintérêt pour l'enseignement théorique et pour la discipline. En 1912, intéressé par l'aviation naissante et avec l'accord de son état-major il se rend en France, à l'école de pilotage de Bétheny, où les futurs pilotes italiens peuvent suivre un stage d'entraînement. Il y effectue son premier vol le 4 mai 1912 et reçoit son brevet de pilote d'aéroplane no 1037 deux mois plus tard. Il regagne ensuite l'Italie pour poursuivre des vols et obtenir son brevet de pilote militaire à Turin.
Le 23 mai 1915, l'Italie entre en guerre aux côtés de l'Entente. Au cours de l'été alors qu'il vient à peine d'être formé sur Nieuport au Bourget, il est affecté à la 70e squadriglia chargé de défendre le comando supremo (haut commandement italien) basé à Udine. Il rencontre ses premiers adversaires mais à cette époque les combats tournent toujours à l'avantage de l'ennemi, du fait de la supériorité de son matériel. Le 7 avril 1916, alors qu'il pilote un chasseur Nieuport 11, Baracca attaque un Aviatik autrichien et le contraint à atterrir. Il atterrit alors à son tour près de la victime et, selon la tradition « chevaleresque », le salue et lui serre la main. Il s'agit alors de la première victoire de l'aviation italienne. Il enchaîne ensuite les succès : le 16 mai, il abat un second appareil qui s'écrase près de Gorizia. Mais l'action de l'aviation italienne ne se limite pas aux duels aériens, Baracca participe aussi à des opérations de mitraillage à basse altitude des troupes autrichiennes. Il fait alors peindre sur les flancs de son Nieuport XI un cavallino rampante (cheval cabré) en l'honneur du Piemonte Reale où il a fait ses premières armes.
Faisant partie des as, il inaugure l'année 1917, en abattant un Albatros le premier de l'an. Au printemps, les Nieuport sont progressivement remplacés par des SPAD S.VII plus rapides. Baracca effectue alors des reconnaissances photographiques, photographiant même en compagnie du sous-lieutenant Olivari, le camp d'aviation autrichien de Bruneck. Le 23 mars, il abat son septième avion près de Merna, le 26 avril Baracca fait une huitième victime près de Gradiscia, et le 10 mai une dixième aux alentours de Gorizia. Puis en un mois, il descend 4 appareils devenant le premier as au palmarès des pilotes italien après sa 13e victoire. Une partie de la 70e squadriglia est alors détachée pour devenir la 91e squadriglia surnommée plus tard « Squadriglia degli Assi » (escadrille des as).
Le 21 octobre 1916 pilotant son Nieuport XVII, il abat un Brandenbourg C.I. Le pilote Frantz Fuchs est tué, son observateur Kalman Sarkozy de Nagy-Bocsa est fait prisonnier. À l'été 1917, il est nommé commandant de la 91e squadriglia, basée à Istrana et en août il est fait chevalier de l'ordre militaire de Savoie. À la fin du mois de septembre il totalise 19 victoires confirmées. Après la défaite italienne de Caporetto en novembre 1917, son escadrille doit se replier sur Pordenone où elle est rééquipée de SPAD XIII. Baracca multiplie alors les victoires, à la fin de 1917, il compte 30 victoires à son palmarès. Il est  envoyé à Turin pour participer à la mise au point du nouveau chasseur italien Ansaldo SVA. Dans le même temps, il reçoit la médaille d'or de la valeur, la plus haute récompense militaire italienne ; celle-ci lui est remise lors d'une cérémonie solennelle à la Scala de Milan
Il rejoint sa squadriglia au printemps 1918. En mars, il fait mouvement avec son unité vers Trévise. Entre le 3 mai et le 15 juin il obtient encore quatre victoires, sa dernière victime étant  un Albatros qui bombardait les troupes italiennes près de Montello. Mais le 19 juin 1918, alors que la bataille du Piave fait rage, il est tué lors d'un vol de harcèlement à basse altitude au-dessus des positions autrichiennes avec un vieux SPAD VII. Son avion est retrouvé là où il a été abattu, mais son corps n’est découvert qu'après la retraite autrichienne. Personne ne sait exactement comment il a trouvé la mort, d'aucuns prétendent qu'il s'est suicidé pour ne pas tomber aux mains de l'ennemi. Il a reçu une balle en plein front.
Au total, il a participé à 63 combats aériens et abattu 34 appareils ennemis se plaçant ainsi comme l'as des as italiens devant Silvio Scaroni avec 26 victoires.

## Hommages

### Emblème
Baracca avait décoré son avion avec un étalon noir cabré, en souvenir de son passage à la cavalerie. La mère de Baracca offre l'emblème de l'étalon cabré, le Cavallino Rampante, à Enzo Ferrari. Le cheval cabré est le symbole officiel de l'équipe de course Scuderia Ferrari depuis 1929, et des automobiles Ferrari depuis qu'elles sont fabriquées.
Cette emblème a également été reprise par des unités de l'armée de l'air italienne actuelle telles que :
- le 10e gruppo di Caccia doté de F-16,
- le 4e stormo équipé de Typhoon,
- le 9e stormo dell'Aeronautica Militare.

### Décorations
- médaille d'or de la valeur militaire ;
- médaille d'argent de la valeur militaire ;
- médaille d'argent de la valeur militaire ;
- médaille de la valeur militaire ;
- chevalier de l'ordre militaire de Savoie ;
- Croix de guerre 1914-1918 ;
- Croix militaire (Royaume-Uni) ;
- officier de l'Ordre de la Couronne (Belgique) ;
- médaille de la valeur militaire de Serbie.

### Lieux
- Une place de Milan porte son nom (Piazzale Francesco Baracca) ainsi qu'une statue ;
- L'institut technique d'aéronautique italien lui est dédié[4] ;
- Le stade de Mestre où son avion est tombé est nommé « Stadio Francesco Baracca »[5] ;
- Une école de pilotage d'hélicoptère italienne porte le nom « Francesco Baracca di Lugo di Romagna ».

## Sources
- Corinne Micelli, « Francesco Baracca », Air actualités, no 609,‎ mars 2008, p. 58 - 61 (ISSN 0002-2152).